# Nornen

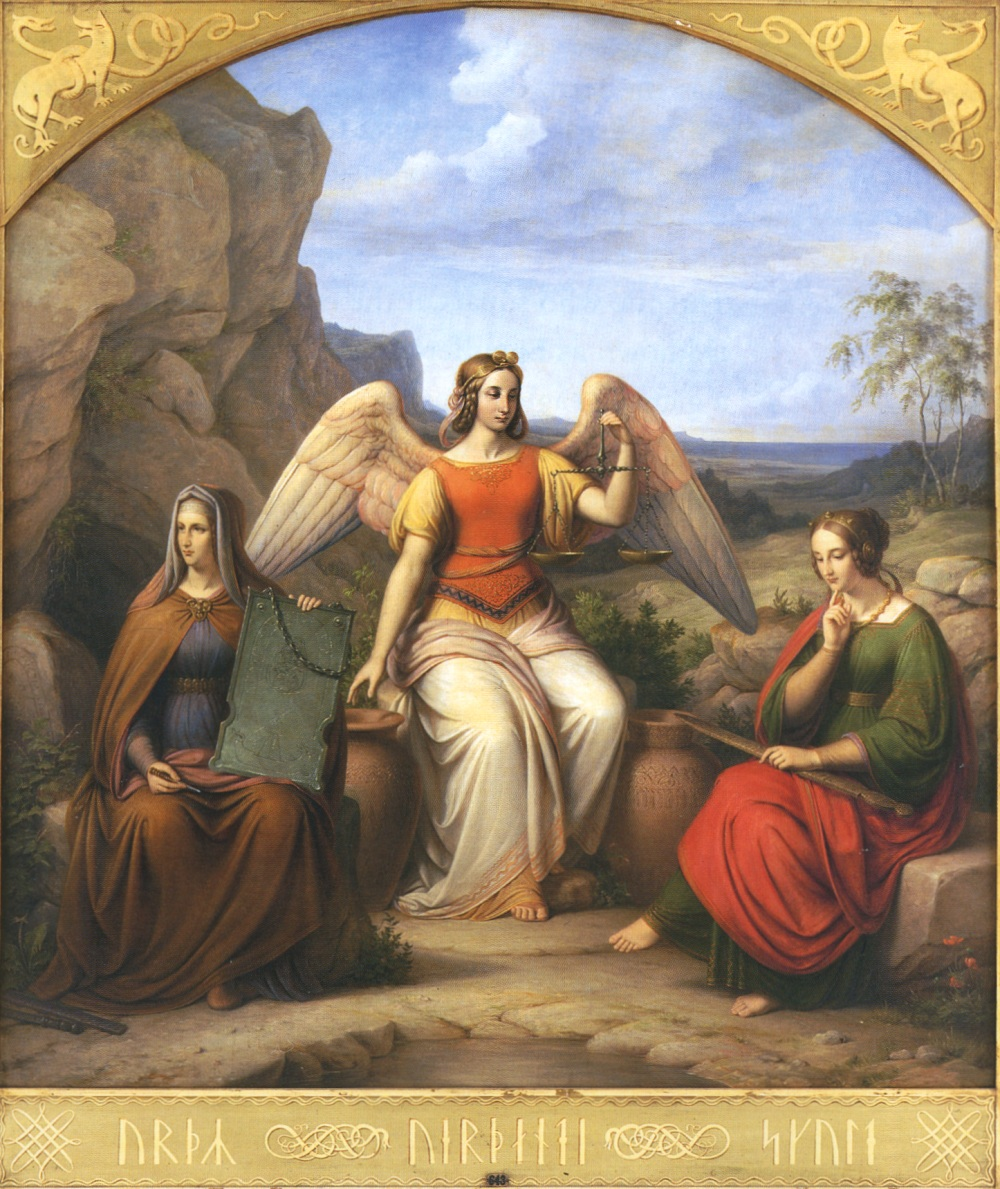
J.L. Lund (1777–1867): Nornir

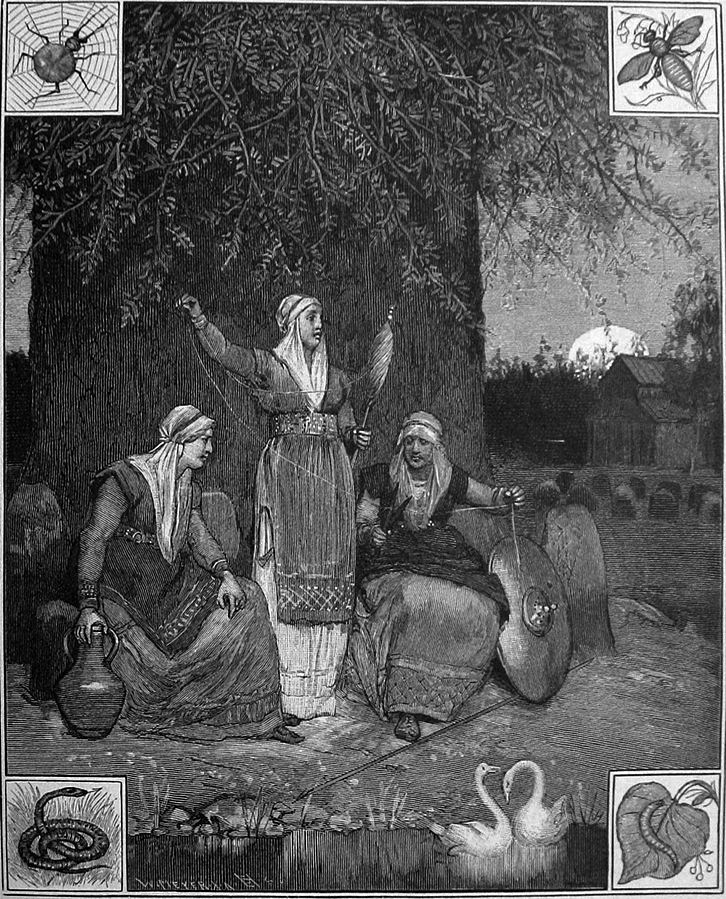
Die Nornen spinnen die Schicksale zu Füßen des Weltenbaumes

Die Nornen (altnordisch nornir) sind in der nordischen Mythologie schicksalsbestimmende weibliche Wesen, von denen einige von Göttern, andere von Zwergen oder Elfen abstammen sollen. Innerhalb der indogermanischen Religionen und Mythologien besteht eine Verwandtschaft mit den römischen Parzen und den griechischen Moiren.

## Die Nornen in der Edda
Drei Schicksalsfrauen werden mit Namen genannt: Sie heißen Urd (Schicksal), Verdandi (das Werdende) und Skuld (Schuld; das, was sein soll). Ihre Namen gelten als nordische Entsprechungen gängiger mittelalterlicher Vorstellungskonzepte der Zeit in Form von Personifikationen der Vergangenheit (Urd), Gegenwart (Verdandi) und Zukunft (Skuld). Auch wenn diese drei Namen jung sind, scheinen sie auf eine alte germanische Vorstellung einer namenlosen Dreiheit von Schicksalsfrauen zurückzugehen. Laut Mela Escherich kannte die alte Mythologie allerdings nur eine Norne, nämlich Urd.
Nach der Völuspá wohnen die Nornen an der Wurzel der Weltenesche Yggdrasil an der Urdquelle, der Quelle des Schicksals, nach der Urd benannt ist. Sie lenken die Geschicke der Menschen und Götter.
| Ask veit ek standa, heitir Yggdrasill, hár baðmr, ausinn hvíta auri; þaðan koma dǫggvar, þærs í dala falla, stendr æ yfir, grænn, Urðar brunni. Þaðan koma meyiar margs vitandi þrjár, ór þeim sal, er und þolli stendr; Urð hétu eina, aðra Verðandi, - skáro á skíði, - Skuld ina þriðio; þær lǫg lǫgðu, þær líf kuru alda bǫrnum, ørlǫg seggia. | Eine Esche weiß ich, heißt Yggdrasil, Den hohen Baum netzt weißer Nebel; Davon kommt der Tau, der in die Täler fällt. Immergrün steht er über Urds Brunnen. Davon kommen Frauen, vielwissende, Drei aus dem See dort unterm Wipfel. Urd heißt die eine, die andre Verdandi: Sie schnitten Stäbe; Skuld hieß die dritte. Sie legten Lose, das Leben bestimmten sie Den Geschlechtern der Menschen, das Schicksal verkündend. |

Nach der Gylfaginning in der Snorra-Edda wird der Baum nicht durch Nebel erhalten, sondern die Nornen pflegen ihn: 

„Enn er þat sagt, at nornir þær, er byggja við Urðarbrunn, taka hvern dag vatn í brunninum ok með aurinn þann, er liggr um brunninn, ok ausa upp yfir askinn, til þess at eigi skuli limar hans tréna eða fúna. En þat vatn er svá heilagt, at allir hlutir, þeir er þar koma í brunninn, verða svá hvítir sem hinna sú, er skjall heitir, er innan liggr við eggskurn.“

„Ferner erzählt man, dass die Nornen, die am Urdabrunnen hausen, täglich Wasser aus dem Brunnen schöpfen und dazu den Schlamm, der um die Quelle herum liegt, und dies über die Esche ausgießen, damit ihre Zweige nicht verdorren oder verfaulen. Dies Wasser ist so heilig, dass alle Dinge, die in jene Quelle geraten, so weiß werden wie die Haut, die man Skjall nennt und die innen an der Eierschale sitzt.“

Daneben werden noch solche Nornen erwähnt, die Müttern bei der Geburt beistehen: In Fafnismál fragt Sigurd den Drachen Fafnir:
| Segðu mér, Fáfnir, alls þik fróðan kveða ok vel margt vita, hverjar ro þær nornir, er nauðgönglar ro ok kjósa mæðr frá mögum? Fáfnir kvað: Sundrbornar mjök segi ek nornir vera, eigu-t þær ætt saman; sumar eru áskunngar, sumar alfkunngar, sumar dætr Dvalins. | Laß dich fragen, Fafnir, da du vorschauend bist Und wohl manches weißt: Welches sind die Nornen, die notlösend heißen und Mütter mögen entbinden? Fafnir sagte: Verschiedenen Geschlechts scheinen die Nornen mir Und nicht eines Ursprungs. Einige sind Asen, einige Alfen, einige Töchter Dwalins. |

Im Anschluss daran wuchs ihnen die Aufgabe zu, dem Kind seine Lebensdauer anzusagen. Hier erzeugen sie das persönliche Fatum (lat.: Schicksal) des einzelnen Menschen. In der Edda heißt es:
| Nótt varð í bæ, nornir kómu, þær er öðlingi aldr of skópu; þann báðu fylki frægstan verða ok buðlunga beztan þykkja. | Nacht wurde es im Gehöft, Nornen kamen, die dem Edlen die Lebenszeit schufen; sie bestimmten, dass dieser Heerführer der berühmteste werde und als der Fürsten bester erscheine. |

„Skuld“ (wörtlich: Schuld, „skal“: sollen) ist auch bekannt als der Name einer Walküre.
| Sá hún valkyrjur vítt um komnar, görvar að ríða til Goðþjóðar; Skuld hélt skildi, | Ich sah Walküren weither kommen, Bereit zu reiten zum Rat der Götter. Skuld hielt den Schild, |

Ähnliche Schicksalsfrauen gibt es auch in der griechischen (Moiren), der römischen (Parzen) und der slawischen Mythologie (Zorya).
Eine weitere Variante ist, dass die Nornen nicht das Geschick als solches bestimmen, sondern dass gute Nornen Gutes und böse Nornen Böses zuteilen.

„Góðar nornir ok vel ættaðar skapa góðan aldr, en þeir menn, er fyrir ósköpum verða, þá valda því illar nornir.“

„Gute Nornen aus vornehmem Geschlecht bescheren gutes Leben; wen aber Unglück heimsucht, der verdankt das den bösen Nornen.“

In der Urdquelle schwimmen zwei Schwäne, von denen alle weißen Schwäne abstammen: 

„Fuglar tveir fæðast í Urðarbrunni. Þeir heita svanir, ok af þeim fuglum hefir komit þat fuglakyn, er svá heitir.“

„Im Urdabrunnen leben zwei Vögel, die heißen Schwäne, und von ihnen stammt die Vogelart dieses Namens.“

Oft werden die Nornen mit den Walküren verwechselt. Manchmal werden sie auch mit den Schutzgeistern Fylgja sowie den weisen Frauen volur und spåkonur vermischt.

## Rezeption

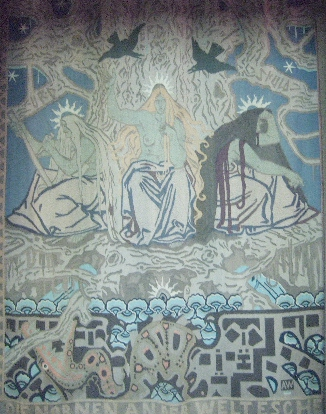
Vorhang im Eingangsbereich der Nibelungenhalle (Königswinter) von August Wilckens: drei Nornen an der Weltesche Yggdrasil beim Spinnen der „Schicksalsfäden“

Aufgrund der dem Schicksal naturgemäß innewohnenden Unwägbarkeiten gelten die Nornen als Ausprägung des ambivalenten Aspekts des sog. Mutterarchetyps im Sinne der Analytischen Psychologie Carl Gustav Jungs.
Im Vorspiel von Richard Wagners Götterdämmerung, dem letzten Teil seiner Tetralogie Der Ring des Nibelungen, spielen die Nornen eine wesentliche Rolle. Sie erinnern an das in den drei Abenden vorher Geschehene, das Gegenwärtige und schließlich, während ihnen das Schicksals-Seil reißt, von dem sie wie träumend die Runen ablesen, das nahe Ende der Götter, die hereinbrechende Götterdämmerung (Ragnarök).
Bei Wagner ist der Singular von „Nornen“ nicht, wie sonst im Deutschen üblich, „Norne“, sondern „Norn“ wie im Altnordischen, und sie tragen keine Namen, sondern werden als „Erste Norn“, „Zweite Norn“ und „Dritte Norn“ bezeichnet.
Zeitgenössische Metal-Bands, z. B. Brothers of Metal, greifen die Nornen und andere Themen der nordischen Mythologie in ihren Stücken auf.
Verschiedene Werke der Fantasy, die die nordische Mythologie aufgreifen, bauen auch die Nornen in ihre Handlung ein, beispielsweise die Romantrilogie Das Geheimnis der Großen Schwerter von Tad Williams oder die Manga-Serien Oh! My Goddess und Detektiv Loki. Aber auch in den Werken Throne of glass und das Reich der sieben Höfe gibt es Anspielungen auf nordische Mythologie.